# Стуевольд-Хансен, Биргер
Стуевольд-Хансен, Биргер (норв. Birger Stuevold-Hansen 14 августа 1870, Тронхейм, Норвегия — 13 августа 1933, Берген, Норвегия) — норвежский юрист, политик, министр.

## Биография
Степень кандидат права получил в 1895 года. В 1898 году получил должность в суде города Молде, с 1906 года — барристер. В 1913—1915 годах представлял в стортинге Ромсдал. Во втором правительстве Гуннара Кнудсена возглавлял с 1917 по 1919 Министерство резервов, с 1919 по 1920 год — Министерство торговли Норвегии.